# Società Sportiva Lazio Calcio Femminile 1993-1994
Questa voce raccoglie le informazioni riguardanti la Società Sportiva Lazio Calcio Femminile nelle competizioni ufficiali della stagione 1993-1994.

## Rosa
Rosa aggiornata all'inizio della stagione.
| N. |                   | Ruolo | Calciatrice              |
| -- | ----------------- | ----- | ------------------------ |
|    | Italia (bandiera) | C     | Claudia Alvino           |
|    | Italia (bandiera) | P     | Carla Brunozzi           |
|    | Italia (bandiera) | D     | Monica Caprini           |
|    | Italia (bandiera) | D     | Monica De Marco          |
|    | Italia (bandiera) | D     | Daniela Di Bari          |
|    | Italia (bandiera) | P     | Monica Di Bernardo       |
|    | Italia (bandiera) | C     | Silvia Di Domenicantonio |
|    | Italia (bandiera) | P     | Simona Di Renzo          |
|    | Italia (bandiera) | D     | Adele Frollani           |
|    | Italia (bandiera) | C     | Giorgia Iommi            |

| N. |                   | Ruolo | Calciatrice               |
| -- | ----------------- | ----- | ------------------------- |
|    | Italia (bandiera) | A     | Manuela Lattanzi          |
|    | Italia (bandiera) | A     | Vania Massimi             |
|    | Italia (bandiera) | C     | Alba Mellina              |
|    | Italia (bandiera) | A     | Maria Napoleoni           |
|    | Italia (bandiera) | A     | Carla Ottaviano           |
|    | Italia (bandiera) | A     | Patrizia Panico           |
|    | Italia (bandiera) | C     | Marina Pellizzer          |
|    | Italia (bandiera) | C     | Romina Plini              |
|    | Spagna (bandiera) | C     | Concepción Sánchez Freire |
|    | Italia (bandiera) | C     | Tatiana Zorri             |